# Oscar Löfgren
Oscar Anders Valfrid Löfgren, född 13 maj 1898 i Larvs socken, död 23 april 1992 i Uppsala, var en svensk lärare och lingvist.
Oscar Löfgren var son till predikanten Oscar Albert Löfgren. Han avlade studentexamen i Stockholm 1916 och studerade därefter vid Uppsala universitet där han blev filosofie kandidat 1920, filosofie magister 1924 samt filosofie licentiat och filosofie doktor 1927. Från 1927 var han docent i semitiska språk vid Uppsala universitet och uppfördes 1937 i andra förslagsrummet till professuren i österländska språk vid Lunds universitet. 1920–1923 var Löfgren lärare vid Johanneslunds missionsinstitut, 1924–1933 vid Fjellstedtska skolan och 1939–1941 vid Högre allmänna läroverket för gossar å Norrmalm. Från 1941 var han lektor i latin och grekiska vid Högre allmänna läroverket i Kristinehamn. Löfgren företog ett flertal utländska studieresor, vilka ledde till upptäckten av viktiga handskriftsserier, såsom två böcker av al-Hamdanis stora verk om Sydarabien. I hans produktion märks Die äthiopische übersetzung des Propheten Daniel (1927), Jona, Nahum etc. äthiopisch (1930), Ein Ham–dānī-Fund (1935), Arabische Texte zur Kenntnis der Stadt Aden im Mittelalter (1-2, 1936). Därutöver utgav han ett flertal mindre utgåvor av etiopiska nattvardsböner och även textkritiska observationer till vissa texter. Han översatte den första upplagan av René Dussauds arbete om utgrävningarna i Ras Shamra (Utgrävningarna i Ras Schamra och Gamla Testamentet, 1937). Som semitist var Löfgren främst känd som specialist inom det sydvästsemitiska området och där särskilt i etiopiska.